# Estrid Ericson

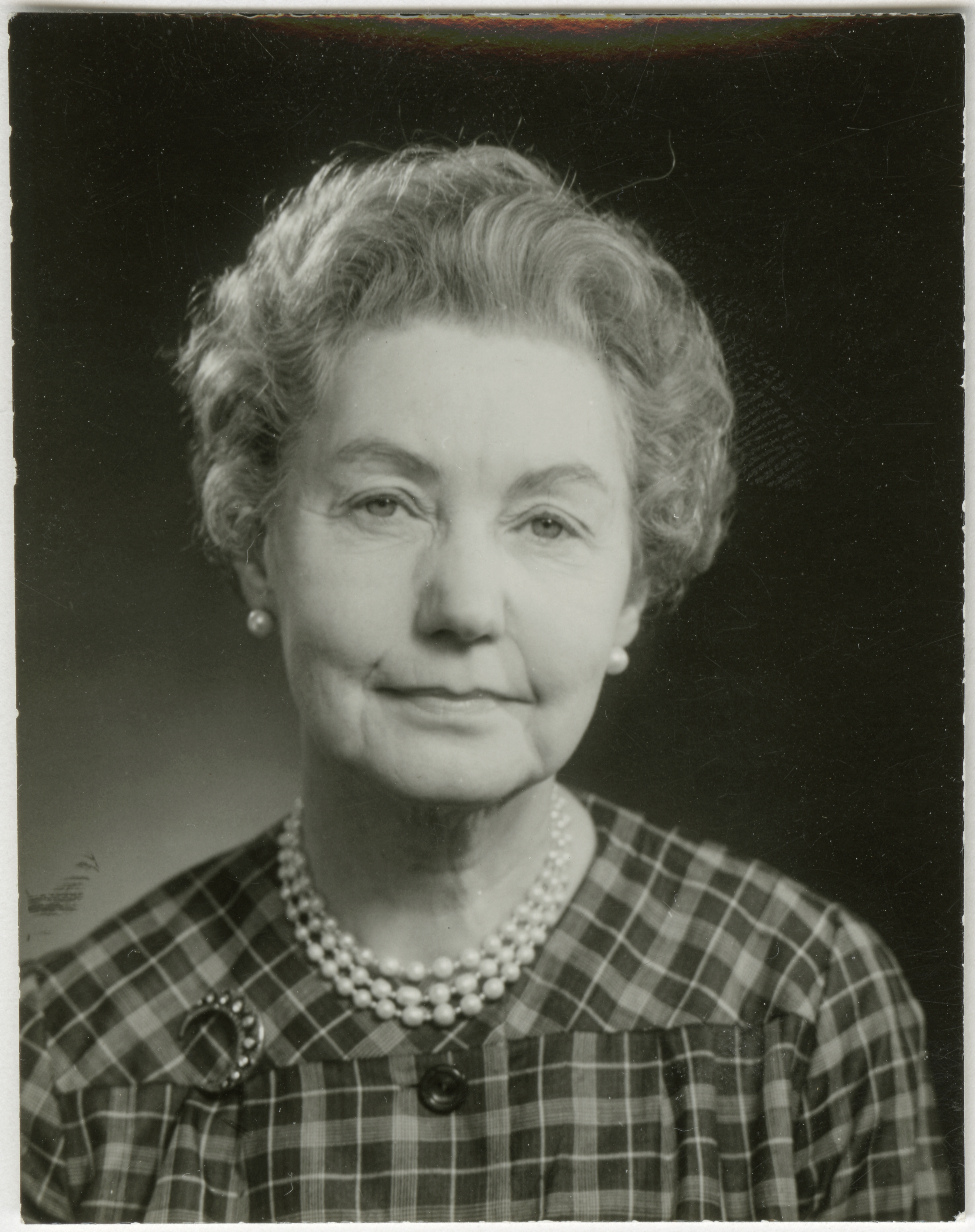
Estrid Ericson

Estrid Maria Ericson (Öregrund, 16 settembre 1894 – Stoccolma, 1º dicembre 1981) è stata un'architetta, designer e imprenditrice svedese fondatrice dell'azienda per decorazioni interne Svenskt Tenn, attiva dal 1924. È stata una fondatrice dello stile "Swedish modern".

## Biografia
Estrid Ericson nacque il 16 settembre 1894 a Öregrund, Svezia, vicino al lago Vättern. A 19 anni inizia ad appassionarsi ai pattern, e iniziò a lavorare a casa sua facendo numerosi mobili. Un giorno incontrò Nils Fougstedt e, insieme a lui, nel 1924, fondò la Svenskt Tenn, un'azienda specializzata in arredi interni. 10 anni dopo, nel 1934, incontrò l'austriaco Josef Frank e, nello stesso anno, diedero vita allo stile "Swedish modern".
Morì il 1º dicembre 1981 all'età di 87 anni.